# Вильсон, Эдит
Эдит Боллинг Гальт Вильсон (англ. Edith Bolling Galt Wilson; 15 октября 1872 — 28 декабря 1961) — вторая жена Президента США Вудро Вильсона и Первая леди США с 1915 по 1921 год. Получила прозвище «секретный президент», так как в 1919 году, после инсульта мужа, фактически управляла страной. Некоторые называют её «первой женщиной-президентом США».

## Раняя жизнь
Родилась в Уитвилле, Виргиния, в семье Уильяма Холкомба Боллинга, окружного судьи, и Салли Уайт Боллинг. Эдит была потомком Плантагенетов, колониальных поселенцев Виргинии, коренных американцев и Покахонтас. Её бабушка по отцовской линии, Кэтрин Пейн Боллинг, была родственницей жены Джорджа Вашингтона. Эдит училась в частной школе для девочек в Виргинии, а после в колледже Марты Вашингтон. Во время посещения своей сестры, Эдит встретила Нормана Гальта, процветающего ювелира; в 1896 году они поженились. В 1903 году она родила сына, который умер через несколько дней. В 1908 году неожиданно умер Норман Гальт.

## Первая леди

### Свадьба с Вудро Вильсоном
В 1915 году вдова Гальт была представлена президенту США Вудро Вильсону Хелен Бонс, его кузиной и хозяйкой Белого дома после смерти Эллен Вильсон. Восхищение Вильсона быстро переросло в любовь. Он сделал ей предложение сказав, что «это время измеряется не неделями, месяцами или годами, а глубокими человеческими событиями…» Свадьба состоялась 18 декабря 1915 года в доме невесты в Вашингтоне. На частной церемонии, которую совместно провели преподобный Джеймс Тейлор, из Центральной пресвитерианской церкви и преподобный Герберт Скотт Смит, из Епископальной церкви святой Маргариты, присутствовало 40 человек. Две недели медового месяца пара провела в Хот-Спрингсе, Виргиния.
В 1916 году американский художник Адольфо Мюллер-Ури (1862—1947) написал портрет миссис Вильсон. Картина висела в спальне президента.

### Ранняя роль первой леди
В годы Первой мировой войны Эдит Боллинг Вильсон имела относительно мало возможностей выступать в роли светской хозяйки, особенно после вступления США в войну в апреле 1917 года. В военное время она соблюдала «безгазовые воскресенья», «мясные понедельники» и «пшеничные среды», чтобы подать пример для федеральных усилий по нормированию продуктов. Она также разрешила овцам пастись на лужайке Белого дома вместо того, чтобы нанимать рабочих для её стрижки, а шерсть продавала на аукционе в пользу Американского Красного Креста. Эдит Вильсон стала первой первой леди, посетившей Европу во время своего пребывания в должности. Она дважды сопровождала своего мужа в Европу — в 1918 и 1919 годах — для посещения войск и подписания Версальского договора. Её присутствие среди европейских королевских особ способствовало укреплению статуса США как мировой державы и подняло положение первой леди до эквивалентного уровня в международной политике. Тем временем здоровье Вудро Вильсона ухудшалось под давлением президентской должности, и Эдит посвятила много усилий попыткам поддерживать его физическую форму.

### Возросшая роль после инсульта мужа
После участия в Парижской мирной конференции в 1919 году Вудро Вильсон вернулся в США, чтобы бороться с сильным антивоенным настроением, выступавшим против ратификации мирного договора и устава Лиги Наций. Однако в октябре он перенёс инсульт, который оставил его прикованным к постели и частично парализованным.
Эдит Вильсон и другие члены ближайшего окружения президента (включая его врача и нескольких близких друзей) скрывали истинный масштаб болезни и инвалидности президента от американской общественности. Эдит также взяла на себя ряд рутинных обязанностей и деталей исполнительной власти правительства с момента болезни Вильсона до его ухода с поста почти полтора года спустя. С октября 1919 года до окончания президентского срока Вильсона 4 марта 1921 года Эдит, действуя в роли, которую она позже описала как «опека», решала, кто и какие сообщения и государственные дела были достаточно важными, чтобы их докладывать прикованному к постели президенту. Позже Эдит Вильсон писала:
Я изучала все документы, поступавшие от различных секретарей и сенаторов, и пыталась систематизировать и представить в сжатой форме информацию, которая, несмотря на мою бдительность, должна была быть передана президенту. Я никогда не принимала самостоятельных решений относительно управления государственными делами. Единственное решение, которое я принимала, касалось определения того, что было важно, а что нет, а также выбора времени для представления вопросов моему мужу.
Эдит стала единственным связующим звеном между президентом и его кабинетом. Она требовала, чтобы ей направляли все важные вопросы, меморандумы, переписки, запросы и обращения.
Эдит очень серьёзно относилась к своей роли. Она успешно добилась отстранения государственного секретаря Роберта Лансинга после того, как он провёл серию заседаний кабинета министров без присутствия президента (или самой Эдит). Она также отказалась предоставить британскому послу Эдуарду Грею возможность вручить свои верительные грамоты президенту, пока Грей не уволит помощника, который, как было известно, делал уничижительные комментарии в адрес Эдит. Эдит помогала президенту Вильсону заполнять документы и часто добавляла новые заметки или предложения. Ей была предоставлена информация ограниченного доступа, и она была поручена кодированию и декодированию зашифрованных сообщений.

#### Противоречивость
В своей книге «Мои мемуары», опубликованной в 1939 году, Эдит Вильсон оправдывала свою самопровозглашенную роль «опекунши» президента, утверждая, что её действия от имени Вудро Вильсона были одобрены его врачами, которые рекомендовали ей это для улучшения психического здоровья мужа. Эдит Вильсон утверждала, что была лишь передатчиком информации для президента Вильсона; однако другие сотрудники Белого дома ей не доверяли. Некоторые считали, что брак между Эдит и Вудро был поспешным и противоречивым. Другие не одобряли брак, полагая, что Вудро и Эдит начали общаться, когда Вудро ещё был женат на Эллен Вильсон.
В 1921 году Джозеф Тамалти (глава администрации Вудро Вильсона) писал: «Ни один государственный деятель никогда не имел более преданного помощника, и ни одна жена не имела мужа, более зависимого от её сочувственного понимания его проблем... Сильное физическое здоровье миссис Вильсон в сочетании с силой характера и целеустремлённостью помогло ей выдержать напряжение, которое сломило бы большинство женщин». Однако в последующие десятилетия учёные стали гораздо более критичны в оценке деятельности Эдит Вильсон на посту первой леди. Филлис Ли Левин пришла к выводу, что эффективность политики Вудро Вильсона была неоправданно ограничена его женой, «женщиной с узкими взглядами и решительным характером». Джудит Уивер считала, что Эдит Вильсон недооценивала свою роль в президентстве Вильсона. Хотя она, возможно, не принимала ключевых решений, она всё же влияла на внутреннюю и внешнюю политику в качестве президентского посредника. Говард Маркел, историк медицины, оспорил утверждение Эдит Вильсон о безобидном «опекунстве». Маркел считает, что Эдит Вильсон «по сути, была главным исполнительным лицом страны до завершения второго срока её мужа в марте 1921 года». Будучи вдовой с умеренным для своего времени образованием, она тем не менее пыталась защитить мужа и его наследие, если не сам пост президента, даже если это означало выход за рамки её роли первой леди. Этот период её жизни был драматизирован в историческом художественном подкасте 2021 года «Эдит!» с участием Розамунд Пайк.

## Последние годы жизни и смерть
В 1921 году, после отставки Вильсона Эдит с мужем поселилась в посольском квартале в Вашингтоне. Она ухаживала за ним до самой смерти бывшего президента в 1924 году. В последующие годы она возглавляла совет управляющих Национального демократического клуба женщин после его официального открытия в 1924 году и опубликовала свои мемуары в 1939 году.
8 декабря 1941 года, на следующий день после нападения Японии на Перл-Харбор, президент Франклин Д. Рузвельт обратился к Конгрессу с просьбой объявить войну, подчеркнув связь с заявлением президента Вудро Вильсона о вступлении США в Первую мировую войну в апреле 1917 года. Эдит Вильсон присутствовала на обращении Рузвельта к Конгрессу. 14 апреля 1945 года она посетила похороны Рузвельта в Белом доме. Позже она присутствовала на инаугурации президента Джона Ф. Кеннеди 20 января 1961 года.
Эдит Вильсон умерла от сердечной недостаточности 28 декабря 1961 года, в день 105-летия со дня рождения Вудро Вильсона. В день смерти она присутствовала на открытии моста Вудро Вильсона. Похоронена рядом с мужем в Вашингтонском кафедральном соборе.

## Наследие
Уилсон завещала свой дом Национальному фонду сохранения исторического наследия с условием, что он будет превращён в музей, посвящённый её мужу. Дом Вудро Вильсона был открыт как музей в 1964 году. В 1939 году миссис Уилсон передала Библиотеке Конгресса президентские документы первого президента Вильсона, а в 1946 году — его личную библиотеку.
Фонд и музей места рождения Эдит Боллинг Уилсон в Уитвилле, штат Вирджиния, был основан в 2008 году. Фонд стабилизировал дом, где родилась и провела детство первая леди США. В мае 2013 года организация Preservation Virginia включила этот дом в список находящихся под угрозой исторических объектов. Программы и выставки фонда направлены на повышение осведомленности общественности, «чтя имя миссис Уилсон, её вклад в страну, институт президентства и пример, который она подала женщинам». Фонд рассказывает историю первой леди миссис Уилсон «От Уитвилла до Белого дома».
В 2015 году историческое здание банка в Уитвилле, расположенное на Мэйн-стрит, было преобразовано в отель и названо в честь Первой леди США. После реконструкции отель получил название Bolling Wilson Hotel и предоставляет услуги как местным жителям Уитвилла, так и гостям города.